# South Boston Speedway

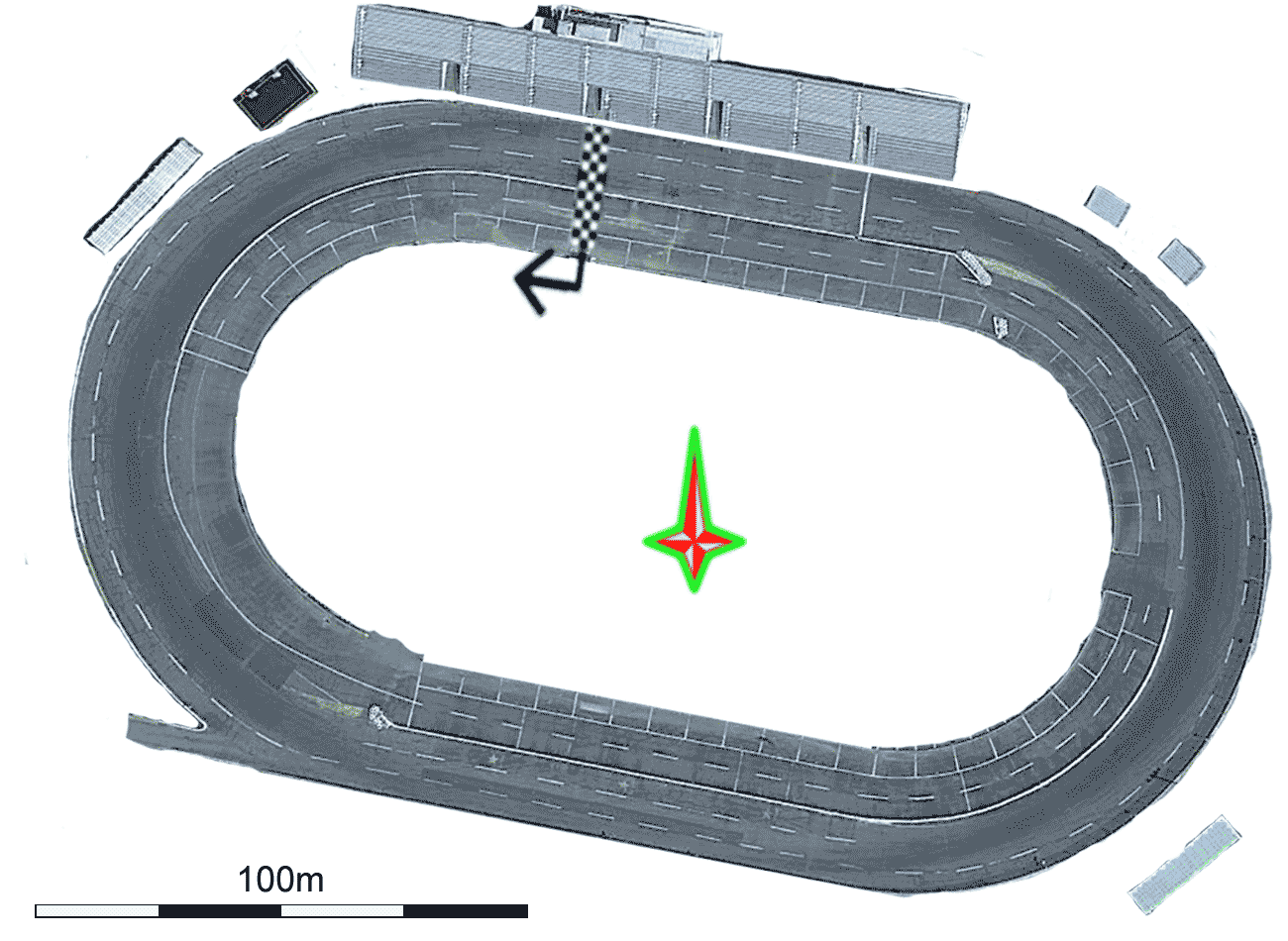
Karta över South Boston Speedway.

South Boston Speedway är en ovalbana i South Boston, Virginia, USA. Det är den kortaste kända racerbanan i världen, med en längd på 575 meter.

## Historik
South Boston arrangerade Nascar Cuptävlingar fram till 1971, men den togs sedan bort från schemat för att främja en nationell expansion för hela landet. Nascar Busch Series körde dock på banan ända fram till millennieskiftet. Idag körs enbart regionala serier på banan. Den korta längden gör att de två kurvorna nästan blir som hårnålar, vilket leder till en låg snittfart när bilar tävlar på banan.